# Ken Minyard
Ken Minyard (ur. 1939) – amerykański prezenter radiowy i aktor.

## Filmografia
seriale
- 1987: Świat według Bundych jako Ollie

film
- 1979: Angels' Brigade jako Joe
- 1988: Naga broń: Z akt Wydziału Specjalnego jako Ken

## Wyróżnienia
Wraz z Robertem Arthurem został uhonorowany gwiazdą na Hollywoodzkiej Alei Gwiazd w kategorii radio.